# GeForce 600
GeForce 600 Series - сімейство графічних процесорів Nvidia, розроблених на основі архітектури Kepler.
Nvidia вперше оголосила про нову архітектуру в вересні 2010 року.
Перша графічна карта Kepler GeForce GTX 680 була представлена офіційно 22 березня 2012 року.

## GeForce GTX 680
Відеокарта GTX 680 базується на графічному процесорі GK104. Вперше при виготовленні чипів використовується 28-нм техпроцес. Застосована технологія GPU Boost, динамічно керуюча частотою графічного процесора. Реалізована підтримка поліпшення зображення Nvidia TXAA. До видеоадаптеру можливе підключення до 4 дисплеїв одночасно. GPU має більш ігрову спрямованість, ніж обчислювальну. Що виходить пізніше GK110 виявиться значно кращим у прискоренні обчислень у порівнянні з GK104.
Мобільні відеокарти випускаються на основі графічних процесорів GK107 і процесорів попереднього покоління Fermi.

## GeForce GTX 670 і GeForce GTX 660 Ti
Даний відеоадаптер представлена 10 травня 2012 року. Має графічний процесор GK104, як і у відеоадаптера GTX 680, але з меншою кількістю функціональних модулів. Кількість потокових процесорів зменшено з 1536 до 1344 штук. Еталонний дизайн графічного адаптера має значно вкорочений друковану плату в порівнянні з GTX 680, що досягається завдяки використанню 28-нм техпроцесу. Вентилятор системи охолодження зміщений за межі плати.
Відеоадаптер GeForce GTX 660 Ti має мало суттєвих відмінностей від більш старшої моделі GeForce GTX 670. Так, основною відмінністю молодшої моделі є зменшена ширина шини пам'яті - 192 розряду проти 256 у GTX 670. Інші відмінності мало впливають на відмінність в продуктивності цих моделей. При цьому відмінності в рекомендованій вартості GTX 670 і GTX 660 Ti досить істотні.

## GeForce GTX 650 і GeForce GT 640
Основу відеокарт GTX 650 становить процесор GK107 c 384 ядрами CUDA. На такому ж процесорі GK107 випускається GeForce GT 640. Від GT 640 модель GTX 650 відрізняється тільки наявністю пам'яті GDDR5 в кількості 1 або 2 ГБ. Частота GPU у GeForce GTX 650 досягає 1058 МГц, пам'ять працює при ефективній частоті 5 ГГц.

## Технічні характеристики
| Дата випуску                               | 03.04.2012                       | 15.05.2012                       | 03.04.2012                       | 15.05.2012                       | 15.05.2012                       | 24.04.2012                       | 13.09.2012                       | 9.10.2012                        | 26.03.13                         | 13.09.2012                       | 16.08.2012                       | 10.05.2012                       | 22.03.2012                       | 29.04.2012                       | 19.02.13                         | 18.02.14                           |
| GPU                                        | GF119                            | GF119                            | GF119                            | GF108                            | GF108                            | GK107                            | GK107                            | GK106                            | GK106                            | GK106                            | GK104                            | GK104                            | GK104                            | 2×GK104                          | GK110 (GK110-400-A1)             | GK110 (GK110-425-B1)               |
| Технологічний процес виготовлення          | 40 нм                            | 40 нм                            | 40 нм                            | 40 нм                            | 40 нм                            | 28 нм                            | 28 нм                            | 28 нм                            | 28 нм                            | 28 нм                            | 28 нм                            | 28 нм                            | 28 нм                            | 28 нм                            | 28 нм                            | 28 нм                              |
| Площа кристалу, мм²                        | 79                               | 79                               | 79                               | 116                              | 116                              | 118                              | 118                              | 221                              | 221                              | 221                              | 294                              | 294                              | 294                              | 2×294                            | 551                              | 551                                |
| Кількість транзисторів, млн                |                                  |                                  |                                  | 585                              | 585                              | 1300                             | 1300                             | 2540                             | 2540                             | 2540                             | 3540                             | 3540                             | 3540                             | 2×3540                           | 7100                             | 7100                               |
| Кількість кластерів обробки графіки        | 1                                | 1                                | 1                                | 1                                | 1                                | 1                                | 1                                | 2                                | 2                                | 3                                | 4                                | 4                                | 4                                | 2×4                              | 5                                | ?                                  |
| Кількість блоків мультипроцессоров         | 1                                | 1                                | 1                                | 2                                | 2                                | 2                                | 2                                | 4                                | 4                                | 5                                | 7                                | 7                                | 8                                | 2×8                              | 14                               | 15                                 |
| Кількість скалярних процесорів (ядер CUDA) | 48                               | 48                               | 48                               | 96                               | 96                               | 384                              | 384                              | 768                              | 768                              | 960                              | 1344                             | 1344                             | 1536                             | 2×1536                           | 2688                             | 2880                               |
| Кількість блок адресації текстур (TMU)     | 16                               | 16                               | 16                               | 16                               | 16                               | 32                               | 32                               | 64                               | 64                               | 80                               | 112                              | 112                              | 128                              | 2×128                            | 256                              | ?                                  |
| Кількість блоків фільтрації текстур        | 16                               | 16                               | 16                               | 16                               | 16                               | 32                               | 32                               | 64                               | 64                               | 80                               | 112                              | 112                              | 128                              | 2×128                            | ?                                | ?                                  |
| Кількість блоків растеризації (ROP)        | 8                                | 8                                | 8                                | 8                                | 8                                | 16                               | 16                               | 16                               | 24                               | 24                               | 24                               | 32                               | 32                               | 2×32                             | 48                               | 48                                 |
| Заповнення сцени, млрд пікс/с              | 2,1                              | 3,24                             | 3,24                             | 2,8                              | 3,2                              | 14,4                             | 16,93                            | 14,8                             | 22,3                             | 25,7                             | 29,3                             | 29,3                             | 32,2                             | 58,6                             | ?                                | ?                                  |
| Заповнення сцени, млрд текс/с              | 4,2                              | 6,5                              | 6,5                              | 11,2                             | 13                               | 28,8                             | 33,9                             | 59,4                             | 59,4                             | 78,5                             | 102,4                            | 102,4                            | 128,8                            | 234,2                            | 187,5                            | ?                                  |
| Число накладених текстур за прохід         | 16                               | 16                               | 16                               | 16                               | 16                               | 32                               | 32                               | 64                               | 64                               | 80                               | 112                              | 112                              | 128                              | 2×128                            | ?                                | ?                                  |
| Об'єм кешу L1, КБ                          | 32                               | 32                               | 32                               | 32                               | 32                               | 128                              | 128                              | 256                              | 256                              | 320                              | 448                              | 448                              | 512                              | 2×512                            | 64 + 48 (только для чтения)      | ?                                  |
| Об'єм кешу L2, КБ                          | 128                              | 128                              | 128                              | 256                              | 256                              | 256                              | 256                              | 384                              | 384                              | 384                              | 384                              | 512                              | 512                              | 2×512                            | 1536                             | ?                                  |
| Розрядність шини відеопам'яті, біт         | 64                               | 64                               | 64                               | 128                              | 128                              | 128                              | 128                              | 128                              | 192/256                          | 192/256                          | 192/256                          | 256                              | 256                              | 2×256                            | 384                              | 384                                |
| Стандарт відеопам'яті                      | DDR3                             | DDR3                             | DDR3                             | DDR3                             | DDR3/GDDR5                       | GDDR5                            | GDDR5                            | GDDR5                            | GDDR5                            | GDDR5                            | GDDR5                            | GDDR5                            | GDDR5                            | GDDR5                            | GDDR5                            | GDDR5                              |
| Об'єм відеопам'яті, МБ                     | 512 / 1024                       | 512 / 1024                       | 512 / 1024                       | 1024 / 2048                      | 1024 / 2048                      | 1024 / 2048                      | 1024 / 2048                      | 1024                             | 2048                             | 2048                             | 2048                             | 2048                             | 2048                             | 2×2048                           | 6144                             | 6144                               |
| Пропускна здатність шини пам'яті, ГБ/с     | 14,4                             | 14,4                             | 14,4                             | 14,4                             | 28,5/51.2                        | 80                               | 80                               | 86,4                             | 134,4                            | 144,2                            | 144,2                            | 192,2                            | 192,2                            | 2×192,2                          | 288,4                            | 336,5                              |
| Інтерфейс                                  | PCI-Express 2.0 x16              | PCI-Express 2.0 x16              | PCI-Express 2.0 x16              | PCI-Express 2.0 x16              | PCI-Express 2.0 x16              | PCI-Express 3.0 x16              | PCI-Express 3.0 x16              | PCI-Express 3.0 x16              | PCI-Express 3.0 x16              | PCI-Express 3.0 x16              | PCI-Express 3.0 x16              | PCI-Express 3.0 x16              | PCI-Express 3.0 x16              | PCI-Express 3.0 x16              | PCI-Express 3.0 x16              | PCI-Express 3.0 x16                |
| Енергоспоживання, Вт                       | 25                               | 30                               | 30                               | 40                               | 50                               | 65                               | 64                               | 75                               | 134                              | 140                              | 150                              | 170                              | 195                              | 300                              | 250                              | 250                                |
| Базова/Turbo частота ядра МГц              | 523                              | 810                              | 810                              | 700                              | 810                              | 1058                             | 900                              | 928                              | 980/1032                         | 980/1032                         | 915/980                          | 915/980                          | 1006/1058                        | 915/1019                         | 837/876                          | 889/980                            |
| Ефективна частота відеопам'яті, МГц        | 1798                             | 1798                             | 1798                             | 1798                             | 1800/3200                        | 5000                             | 5000                             | 5400                             | 6008                             | 6008                             | 6008                             | 6008                             | 6008                             | 6008                             | 6008                             | 7000                               |
| Продуктивність FP32, GFLOPS                | 100,4                            | 155,5                            | 155,5                            | 268.8                            | 311                              | 811,2                            | 812,5                            | 1425,4                           | 1505,3                           | 1881,6                           | 2459,5                           | 2459,5                           | 3090,4                           | 5621,7                           | 4709,4                           | 5645                               |
| Продуктивність FP64, GFLOPS                | 12.55                            | 19,44                            | 19,44                            | 33,6                             | 38,88                            | 86,4                             | 101,57                           | 138,24                           | 178,2                            | 235,2                            | 307,44                           | 307,44                           | 386,3                            | 702,7                            | 1569                             | 1881                               |
| Підтримка версій API                       | DirectX 11 OpenGL 4.3 OpenCL 1.1 | DirectX 11 OpenGL 4.3 OpenCL 1.1 | DirectX 11 OpenGL 4.3 OpenCL 1.1 | DirectX 11 OpenGL 4.3 OpenCL 1.1 | DirectX 11 OpenGL 4.3 OpenCL 1.1 | DirectX 11 OpenGL 4.3 OpenCL 1.2 | DirectX 11 OpenGL 4.3 OpenCL 1.2 | DirectX 11 OpenGL 4.3 OpenCL 1.2 | DirectX 11 OpenGL 4.3 OpenCL 1.2 | DirectX 11 OpenGL 4.3 OpenCL 1.2 | DirectX 11 OpenGL 4.3 OpenCL 1.2 | DirectX 11 OpenGL 4.3 OpenCL 1.2 | DirectX 11 OpenGL 4.3 OpenCL 1.2 | DirectX 11 OpenGL 4.3 OpenCL 1.2 | DirectX 11 OpenGL 4.3 OpenCL 1.2 | DirectX 11.2 OpenGL 4.4 OpenCL 1.2 |
| ідтримка версії Shader Model               | Shader Model 5.0                 | Shader Model 5.0                 | Shader Model 5.0                 | Shader Model 5.0                 | Shader Model 5.0                 | Shader Model 5.0                 | Shader Model 5.0                 | Shader Model 5.0                 | Shader Model 5.0                 | Shader Model 5.0                 | Shader Model 5.0                 | Shader Model 5.0                 | Shader Model 5.0                 | Shader Model 5.0                 | Shader Model 5.0                 | Shader Model 5.0                   |
| Версія CUDA                                | 2.x                              | 2.x                              | 2.x                              | 2.x                              | 2.x                              | 3.0                              | 3.0                              | 3.0                              | 3.0                              | 3.0                              | 3.0                              | 3.0                              | 3.0                              | 3.0                              | 3.5                              | 3.5                                |